# Gouvernement Paethongtarn Shinawatra
Thaïlande
63e cabinet
(Srettha Thavisin) 
Le gouvernement Paethongtarn Shinawatra (thaï : คณะรัฐมนตรีแพทองธาร ชินวัตร) est le soixante-quatrième gouvernement de la Thaïlande.
Dirigé par Paethongtarn Shinawatra, fille de l'ancien Premier ministre Thaksin Shinawatra, il s'agit du quatrième gouvernement formé sous le roi Rama X et du troisième par le Pheu Thai, à la suite des élections législatives de mai 2023 (le premier ayant été le gouvernement Yingluck Shinawatra, celui de sa tante, entre 2011 et 2014 et le second ayant été le précédent gouvernement, celui de Srettha Thavisin).
Paethongtarn Shinawatra est investie Première ministre par le monarque le 18 août 2024 et son gouvernement est annoncé le 4 septembre 2024,. Les membres du gouvernement prêtent serment devant Rama X le 6 septembre 2024.

## Historique du mandat

### Contexte de la formation
La Chambre des représentants se réunit de nouveau le 16 août 2024 pour voter pour un nouveau Premier ministre. Pour la première fois sous l'empire de la Constitution de 2017, les représentants votent seuls pour un Premier ministre, et non plus en commun avec le Sénat, privé de cette faculté en raison de l'expiration d'une disposition constitutionnelle transitoire à l'occasion des élections sénatoriales de juin.
Le premier parti de la même coalition qu'au sein du gouvernement précédent, le Pheu Thai, présente la candidature de Paethongtarn Shinawatra, fille de l'ancien Premier ministre Thaksin Shinawatra et nièce de Yingluck Shinawatra, également ancienne Première ministre. À l'issue de ce vote, dont elle obtient 319 voix pour et 145 voix contre (en plus de 27 abstentions et de 2 personnes non présentes lors du vote), elle est la plus jeune Première ministre à accéder à la fonction et la seconde femme à y accéder,,,.
| Position                                                                              | Groupe                                                                                | Groupe                                                                                | Groupe                                                                                | Groupe                                                                                | Groupe                                                                                | Groupe                                                                                | Groupe                                                                                | Groupe                                                                                | Groupe                                                                                | Groupe                                                                                | Groupe                                                                                | Groupe                                                                                | Groupe                                                                                | Groupe                                                                                | Groupe                                                                                | Groupe                                                                                | Groupe                                                                                | Groupe                                                                                | Groupe | Total |
| Position                                                                              | PP                                                                                    | PT                                                                                    | BJT                                                                                   | PPRP                                                                                  | UTN                                                                                   | DP                                                                                    | CTPP                                                                                  | PCC                                                                                   | TST                                                                                   | CPK                                                                                   | TRL                                                                                   | TLP                                                                                   | NPD                                                                                   | TTPP                                                                                  | FA                                                                                    | PSM                                                                                   | N                                                                                     | PTC                                                                                   | PRT    | Total |
| ------------------------------------------------------------------------------------- | ------------------------------------------------------------------------------------- | ------------------------------------------------------------------------------------- | ------------------------------------------------------------------------------------- | ------------------------------------------------------------------------------------- | ------------------------------------------------------------------------------------- | ------------------------------------------------------------------------------------- | ------------------------------------------------------------------------------------- | ------------------------------------------------------------------------------------- | ------------------------------------------------------------------------------------- | ------------------------------------------------------------------------------------- | ------------------------------------------------------------------------------------- | ------------------------------------------------------------------------------------- | ------------------------------------------------------------------------------------- | ------------------------------------------------------------------------------------- | ------------------------------------------------------------------------------------- | ------------------------------------------------------------------------------------- | ------------------------------------------------------------------------------------- | ------------------------------------------------------------------------------------- | ------ | ----- |
| Position                                                                              |                                                                                       |                                                                                       |                                                                                       |                                                                                       |                                                                                       |                                                                                       |                                                                                       |                                                                                       |                                                                                       |                                                                                       |                                                                                       |                                                                                       |                                                                                       |                                                                                       |                                                                                       |                                                                                       |                                                                                       |                                                                                       |        | Total |
| POUR                                                                                  | 0                                                                                     | 139                                                                                   | 70                                                                                    | 39                                                                                    | 36                                                                                    | 0                                                                                     | 10                                                                                    | 8                                                                                     | 6                                                                                     | 3                                                                                     | 2                                                                                     | 1                                                                                     | 1                                                                                     | 1                                                                                     | 0                                                                                     | 1                                                                                     | 1                                                                                     | 1                                                                                     | 0      | 319   |
| CONTRE                                                                                | 143                                                                                   | 0                                                                                     | 0                                                                                     | 0                                                                                     | 0                                                                                     | 0                                                                                     | 0                                                                                     | 0                                                                                     | 0                                                                                     | 0                                                                                     | 0                                                                                     | 0                                                                                     | 0                                                                                     | 0                                                                                     | 1                                                                                     | 0                                                                                     | 0                                                                                     | 0                                                                                     | 1      | 145   |
| ABSTENTION/NON-PRÉSENT                                                                | 0                                                                                     | 2                                                                                     | 1                                                                                     | 1                                                                                     | 0                                                                                     | 25                                                                                    | 0                                                                                     | 1                                                                                     | 0                                                                                     | 0                                                                                     | 0                                                                                     | 0                                                                                     | 0                                                                                     | 0                                                                                     | 0                                                                                     | 0                                                                                     | 0                                                                                     | 0                                                                                     | 0      | 30    |
| Nombre de votants : 494 — Nombre de suffrages exprimés : 464 — Majorité absolue : 247 | Nombre de votants : 494 — Nombre de suffrages exprimés : 464 — Majorité absolue : 247 | Nombre de votants : 494 — Nombre de suffrages exprimés : 464 — Majorité absolue : 247 | Nombre de votants : 494 — Nombre de suffrages exprimés : 464 — Majorité absolue : 247 | Nombre de votants : 494 — Nombre de suffrages exprimés : 464 — Majorité absolue : 247 | Nombre de votants : 494 — Nombre de suffrages exprimés : 464 — Majorité absolue : 247 | Nombre de votants : 494 — Nombre de suffrages exprimés : 464 — Majorité absolue : 247 | Nombre de votants : 494 — Nombre de suffrages exprimés : 464 — Majorité absolue : 247 | Nombre de votants : 494 — Nombre de suffrages exprimés : 464 — Majorité absolue : 247 | Nombre de votants : 494 — Nombre de suffrages exprimés : 464 — Majorité absolue : 247 | Nombre de votants : 494 — Nombre de suffrages exprimés : 464 — Majorité absolue : 247 | Nombre de votants : 494 — Nombre de suffrages exprimés : 464 — Majorité absolue : 247 | Nombre de votants : 494 — Nombre de suffrages exprimés : 464 — Majorité absolue : 247 | Nombre de votants : 494 — Nombre de suffrages exprimés : 464 — Majorité absolue : 247 | Nombre de votants : 494 — Nombre de suffrages exprimés : 464 — Majorité absolue : 247 | Nombre de votants : 494 — Nombre de suffrages exprimés : 464 — Majorité absolue : 247 | Nombre de votants : 494 — Nombre de suffrages exprimés : 464 — Majorité absolue : 247 | Nombre de votants : 494 — Nombre de suffrages exprimés : 464 — Majorité absolue : 247 | Nombre de votants : 494 — Nombre de suffrages exprimés : 464 — Majorité absolue : 247 |        | Élue  |

Elle est ensuite officiellement investie par le roi Rama X dans les deux jours qui suivent, et son gouvernement est nommé le 4 septembre 2024, après avoir été annoncé le 30 août. L'ensemble de l'exécutif prête ensuite serment devant le monarque le 6.

#### Situation antérieure à la composition du gouvernement

##### Réexamens des qualifications
Les qualifications des anciens ministres au sein du précédent gouvernement sont réexaminées et remises en question à la suite de la nomination de Phichit Chuenban par Srettha Thavisin, événement ayant amené à sa destitution.
4 personnalités, susceptibles d'être nommés ministres, sont cependant remarquées pour leurs antécédents judiciaires, ne permettant peut-être pas d'être renommé à leur fonction ministérielle :
- Thammanat Prompao, ministre de l'Agriculture et des coopératives, avec un antécédent de possession de drogue en Australie ;
- Chada Thaiseth (en), vice-ministre de l'Intérieur, accusé dans deux affaires de meurtre respectivement en 2002 et 2003 ;
- Santi Promphat (en), vice-ministre de la Santé publique, ayant vu son inscription à l'université Ramkhamhaeng annulée en 1999 pour avoir incité d'autres personnes à falsifier des cartes étudiantes et des permis de conduire ;
- Ekanat Promphan (en), député et secrétaire de la Nation thaïe unie, anciennement condamné à une peine de prison avec sursis pour avoir été l'un des dirigeants du Comité populaire de réforme démocratique (en), ayant amené à la destitution de Yingluck Shinawatra de sa fonction de Première ministre et au coup d'État de 2014.

##### Conflit au sein du Palang Pracharat
Un conflit réapparaît de nouveau entre le Palang Pracharat et Thammanat Phromphao. Celui-ci était déjà à l'origine d'une scission de plusieurs députés du parti en 2022 qui rejoignent, par la suite, l'Économie thaïe,, devenue le Klatham l'année suivante. Ceux-ci retournent cependant au Palang Pracharat pour les élections de 2023. Lors d'une conférence de presse le 20 août 2024, Thammanat Phromphao annonce avec 29 députés se séparer de la ligne du chef du parti, Prawit Wongsuwan, et vouloir continuer à travailler au sein de la coalition menée par le Pheu Thai. Ainsi, 21 députés annoncent rester au sein de la coalition, tandis que 19 autres sont désormais dans l'opposition.

##### Invitation du Parti démocrate au sein de la coalition
À la suite de l'investiture de Paethongtarn Shinawatra en tant que Première ministre, il a été rapporté que le Parti démocrate avait négocié un accord avec le Pheu Thai pour accéder à plusieurs fonctions ministérielles, dont le ministère des Ressources naturelles et de l'Environnement et le poste de vice-ministre de la Santé publique. Plusieurs anciens chefs du parti, dont Chuan Likphai, Banyat Bantadtan et Jurin Laksanawisit, se sont déclarés opposés à cette alliance de coalition. Le 28 août, une lettre d'invitation officielle du Pheu Thai à rejoindre le gouvernement est soumise aux dirigeants du Parti démocrate par le biais de Sorawong Thianthong (th), secrétaire du PT et député de la troisième circonscription de Sa Kaeo.
Le 29 août, le comité exécutif du parti se réunit pour voter sur cette question : ainsi, la participation au gouvernement est confirmée à 43 voix pour, 4 voix contre et 2 abstentions.

##### Évolution des partis de coalition
Le 27 août, le comité exécutif du Pheu Thai annonce exclure le Palang Pracharat de son gouvernement de coalition. Il est annoncé le même jour que le Parti libéral thaïlandais, par son chef Seripisut Temiyavet, se retirer du gouvernement de coalition, déclarant que le Pheu Thai n'accorde pas d'importance aux petits partis.

## Composition initiale
- Par rapport au gouvernement Srettha Thavisin, les nouveaux ministres sont indiqués en gras, ceux ayant changé d'attributions en italique.

### Première ministre

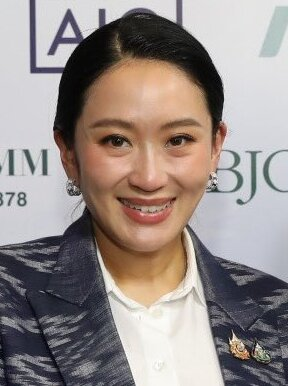
Paethongtarn Shinawatra Première ministre Ministre de la Culture (PT)

| Fonction          | Nom | Nom                     | Parti |
| ----------------- | --- | ----------------------- | ----- |
| Première ministre |     | Paethongtarn Shinawatra | PT    |

### Vice-Premiers ministres

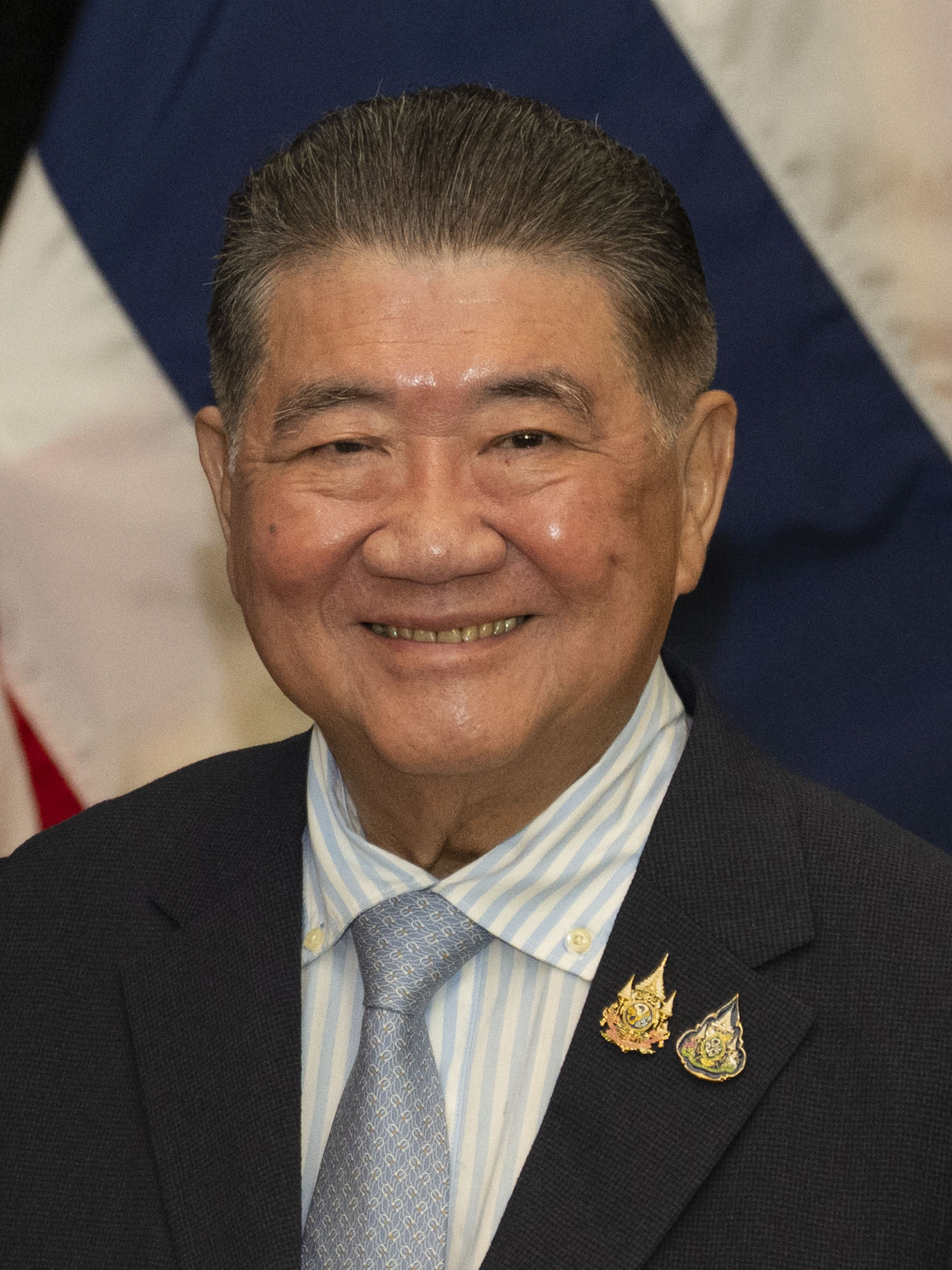
Phumitham Wechayachai Vice-Premier ministre Ministre de l'Intérieur (PT)
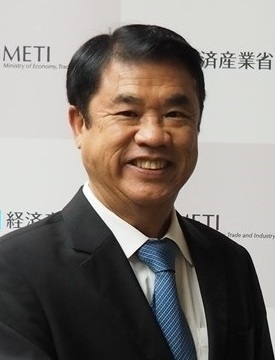
Suriya Juangroongruangkit Vice-Premier ministre Ministre des Transports (PT)
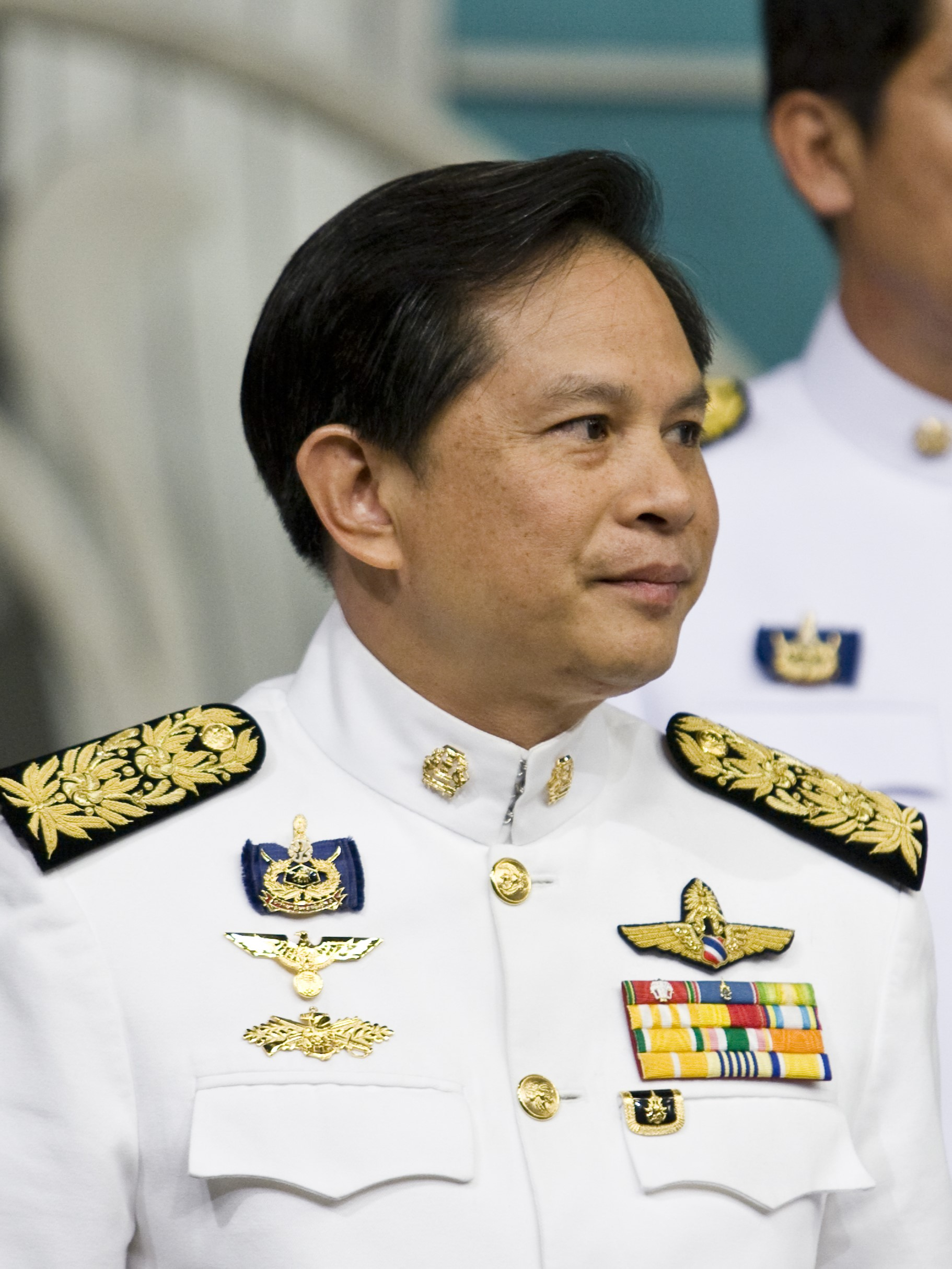
Phiraphan Salirathawiphak Vice-Premier ministre Ministre de l'Énergie (NTU)
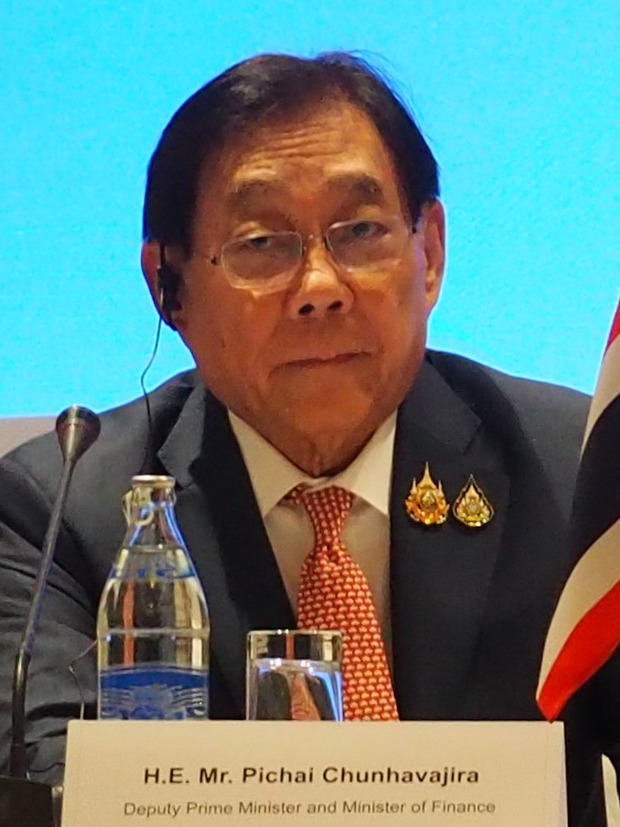
Pichai Chunhavajira Vice-Premier ministre Ministre des Finances (PT)
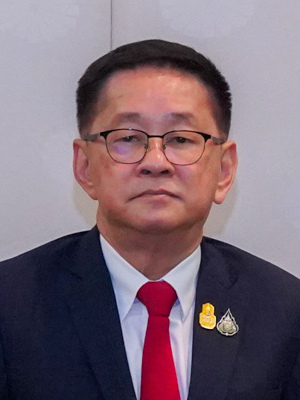
Prasert Chanthararuangthong Vice-Premier ministre Ministre de l'Économie et de la Société numériques (PT)

| Fonction              | Portefeuille supplémentaire                        | Nom | Nom                         | Parti |
| --------------------- | -------------------------------------------------- | --- | --------------------------- | ----- |
| Vice-Premier ministre | Ministre de la Défense                             |     | Phumtham Wechayachai        | PT    |
| Vice-Premier ministre | Ministre des Transports                            |     | Suriya Juangroongruangkit   | PT    |
| Vice-Premier ministre | Ministre de l'Intérieur                            |     | Anutin Charnvirakul         | FT    |
| Vice-Premier ministre | Ministre de l'Énergie                              |     | Phiraphan Salirathawiphak   | NTU   |
| Vice-Premier ministre | Ministre des Finances                              |     | Pichai Chunhavajira         | PT    |
| Vice-Premier ministre | Ministre de l'Économie et de la Société numériques |     | Prasert Chanthararuangthong | PT    |

### Ministres

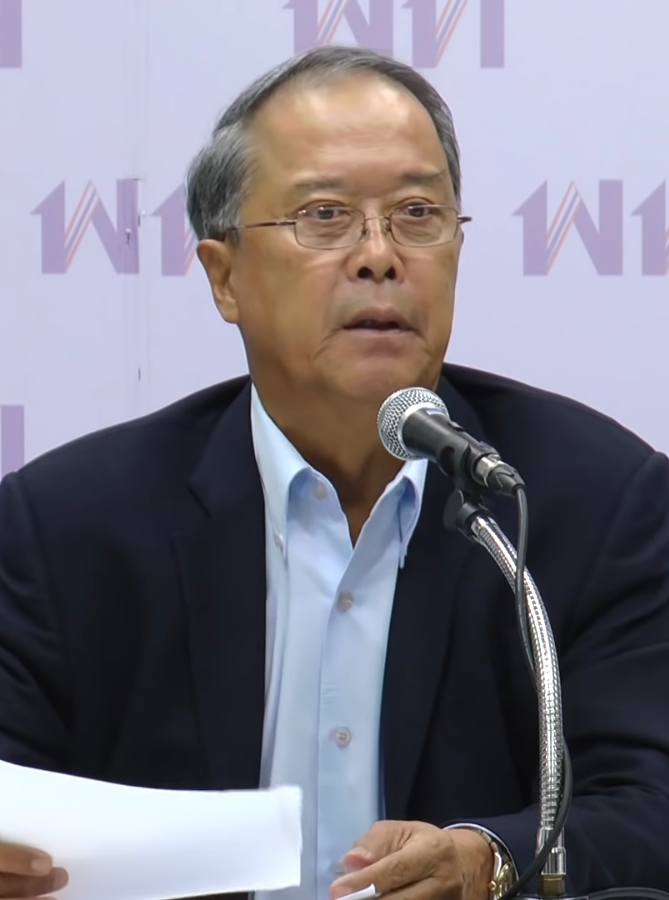
Chusak Sirinil Ministre auprès du Cabinet du Premier ministre (PT)
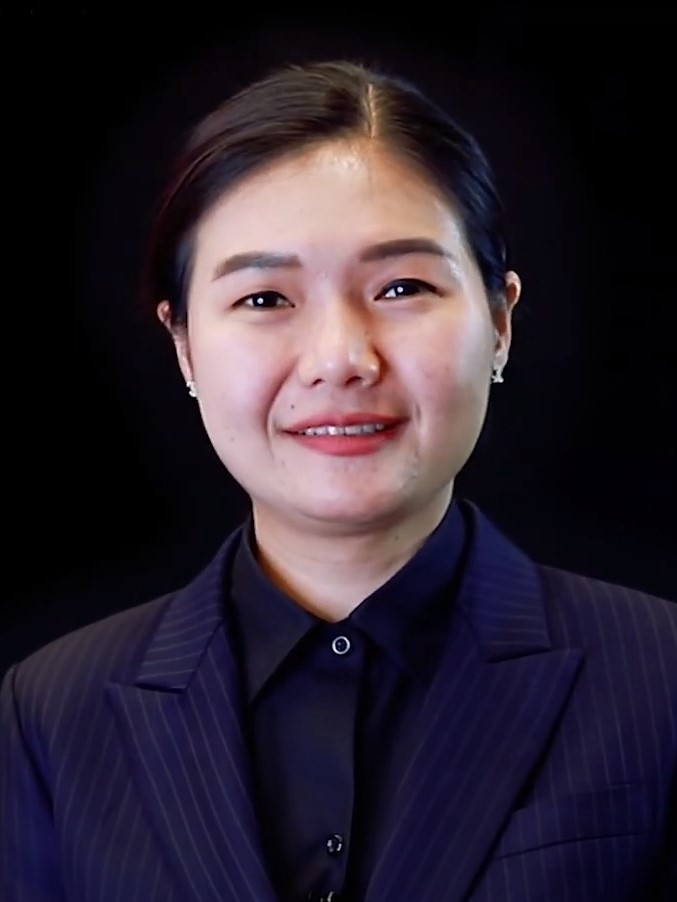
Jiraporn Sinthuprai Ministre auprès du Cabinet du Premier ministre (PT)
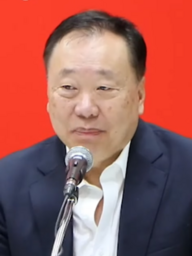
Suchart Tancharoen Ministre auprès du Cabinet du Premier ministre (PT)
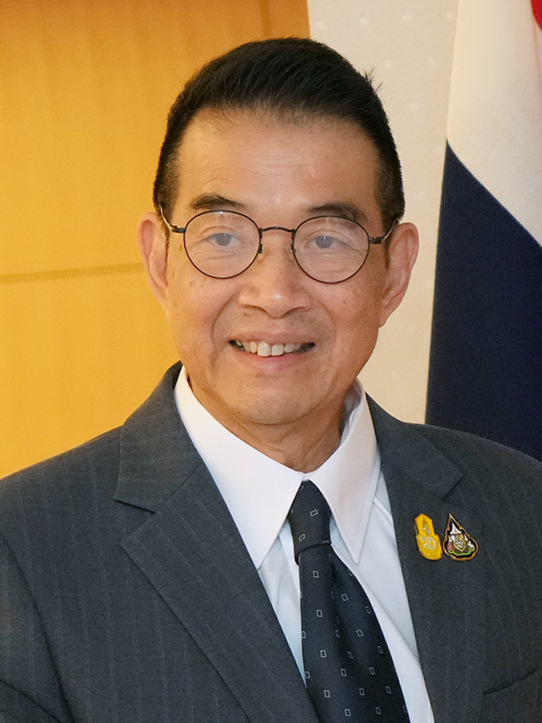
Maris Saengiamphong Ministre des Affaires étrangères (PT)
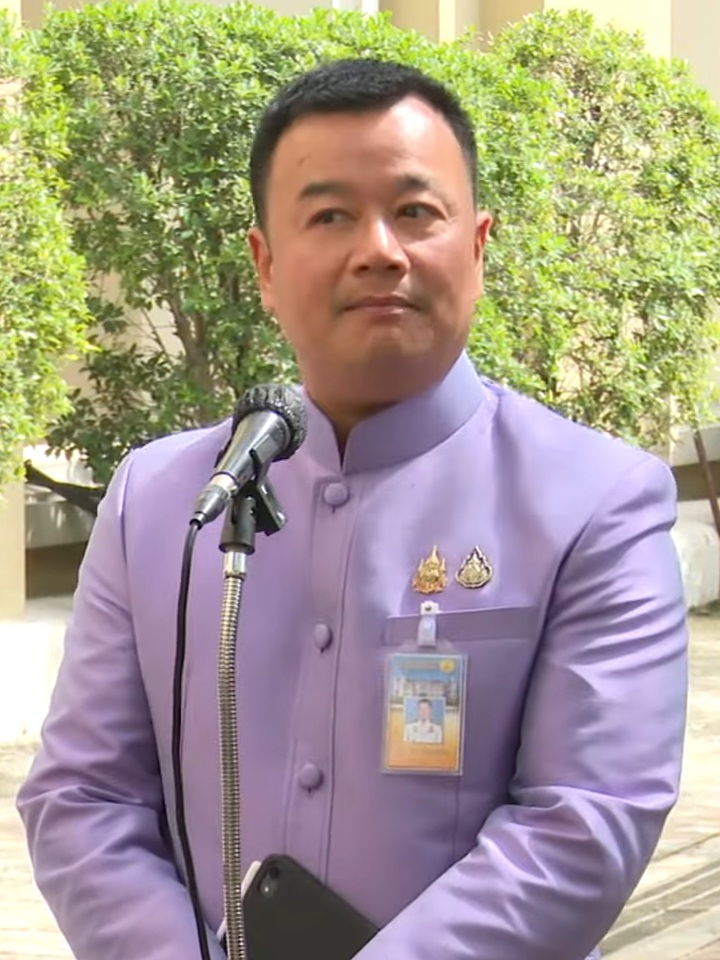
Sorawong Thianthong Ministre du Tourisme et des Sports (PT)
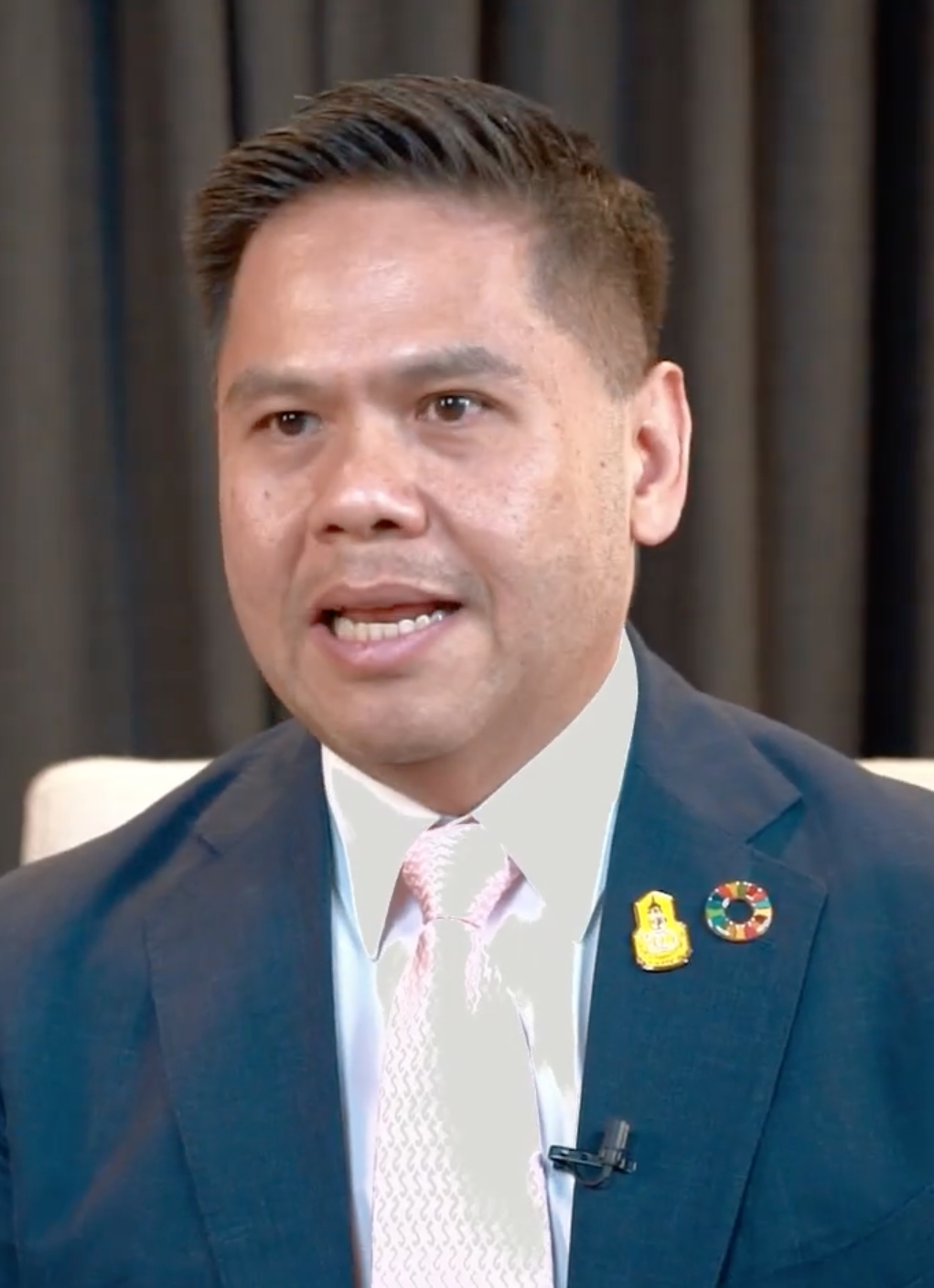
Varawut Silpa-archa Ministre du Développement social et de la Sécurité humaine (DNT)
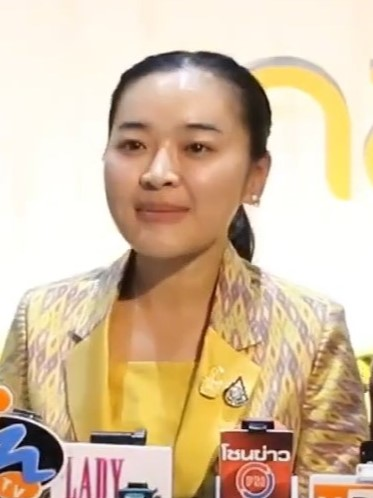
Sudawan Wangsuphakitkoson Ministre de l'Enseignement supérieur, des Sciences, de la Recherche et de l'Innovation (PT)
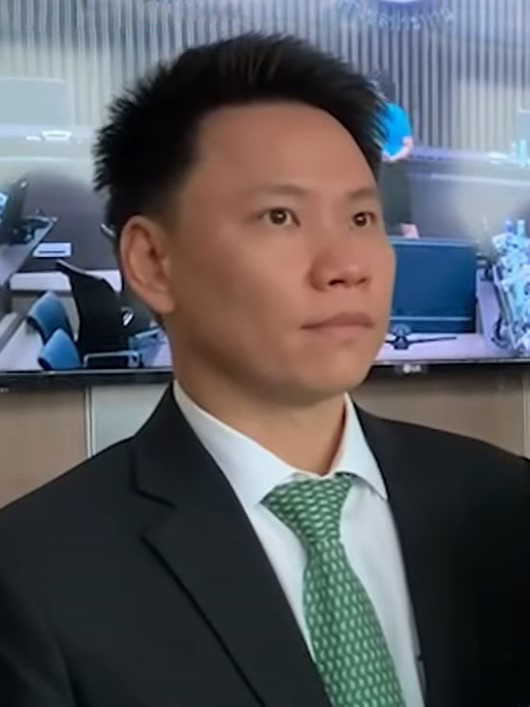
Atthakorn Sirilathayakorn Ministre de l'Agriculture et des Coopératives (KT)
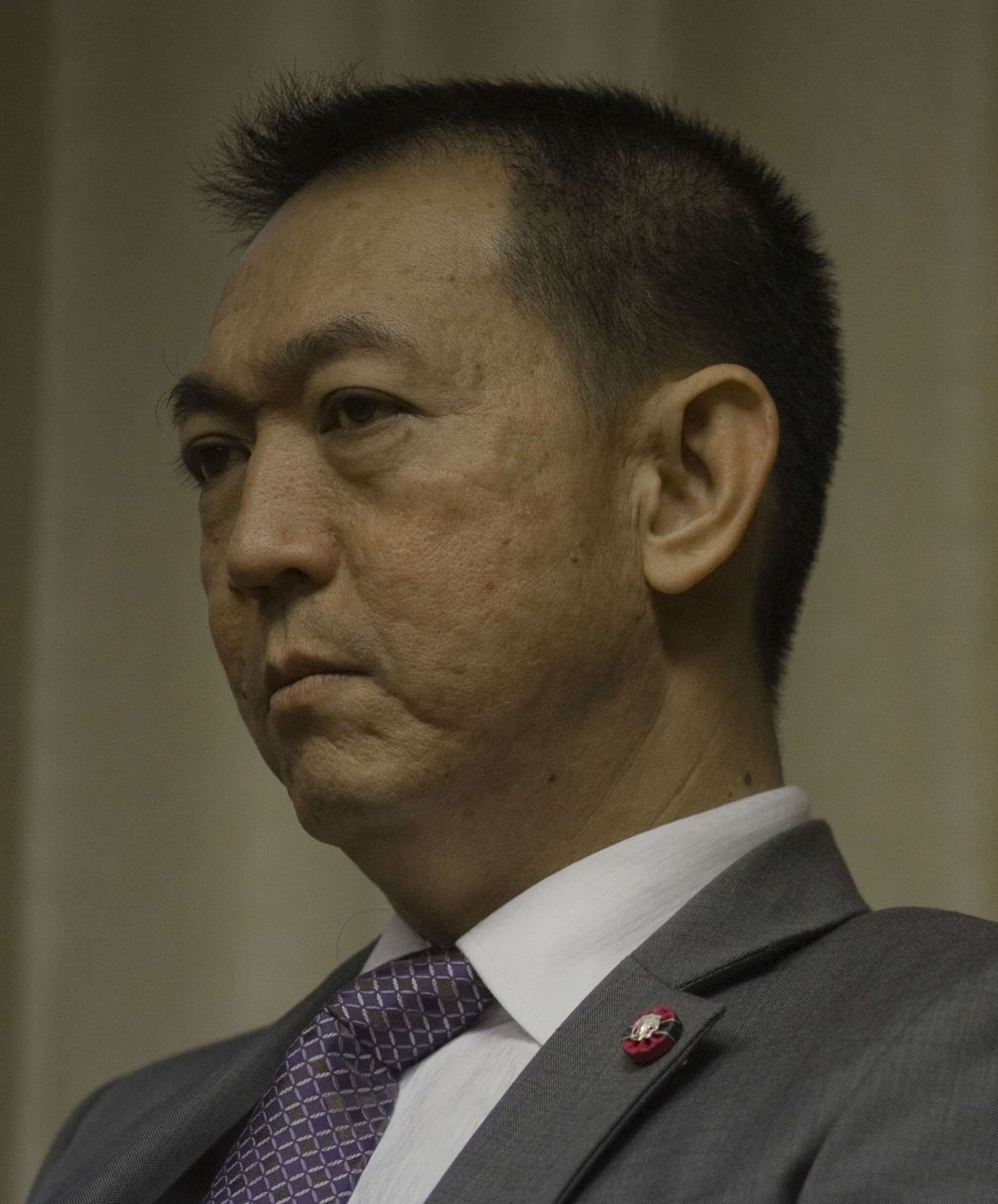
Chalermchai Sriorn Ministre des Ressources naturelles et de l'Environnement (DEM)
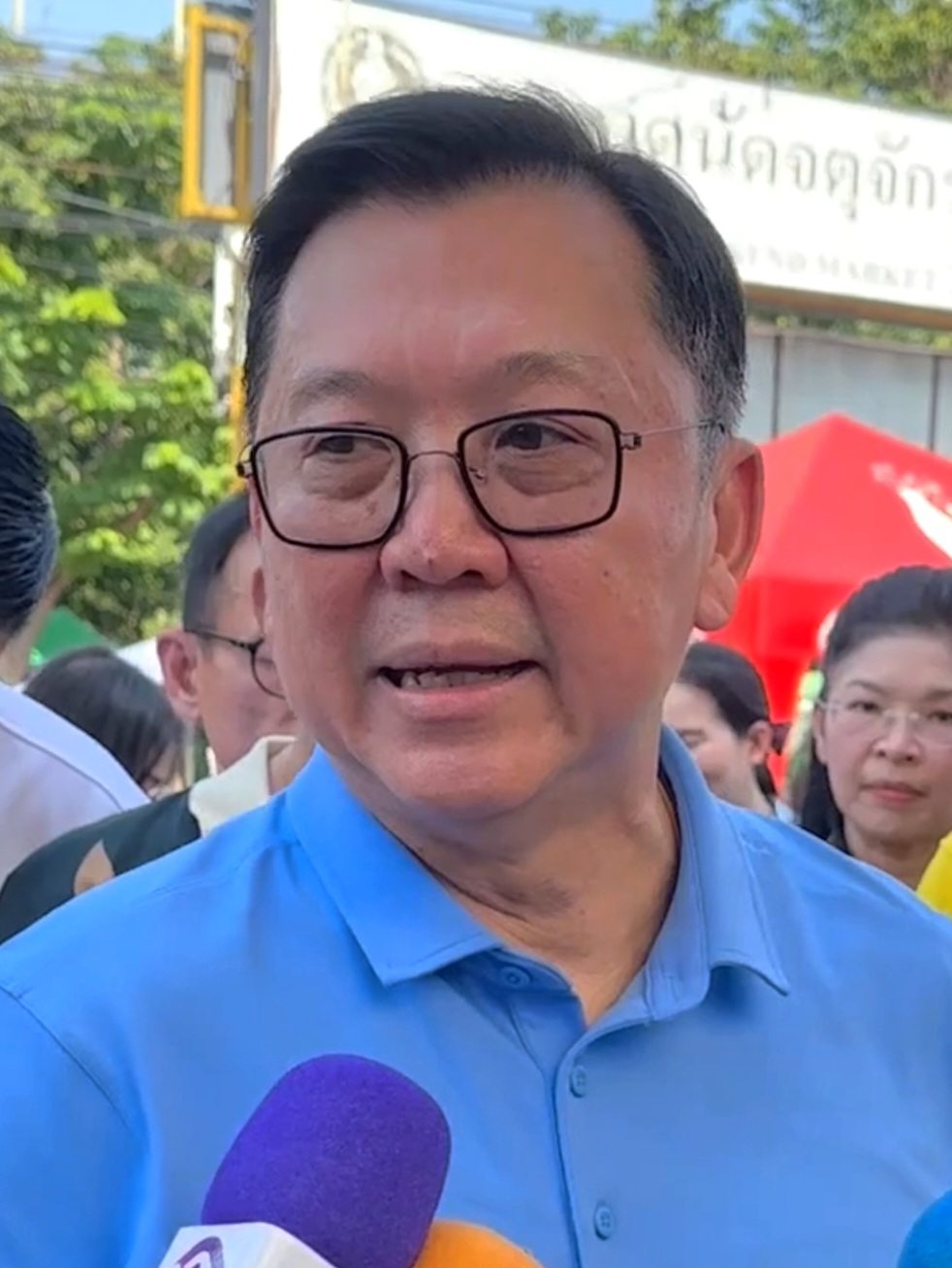
Chatuporn Buruspat Ministre du Commerce (SE)
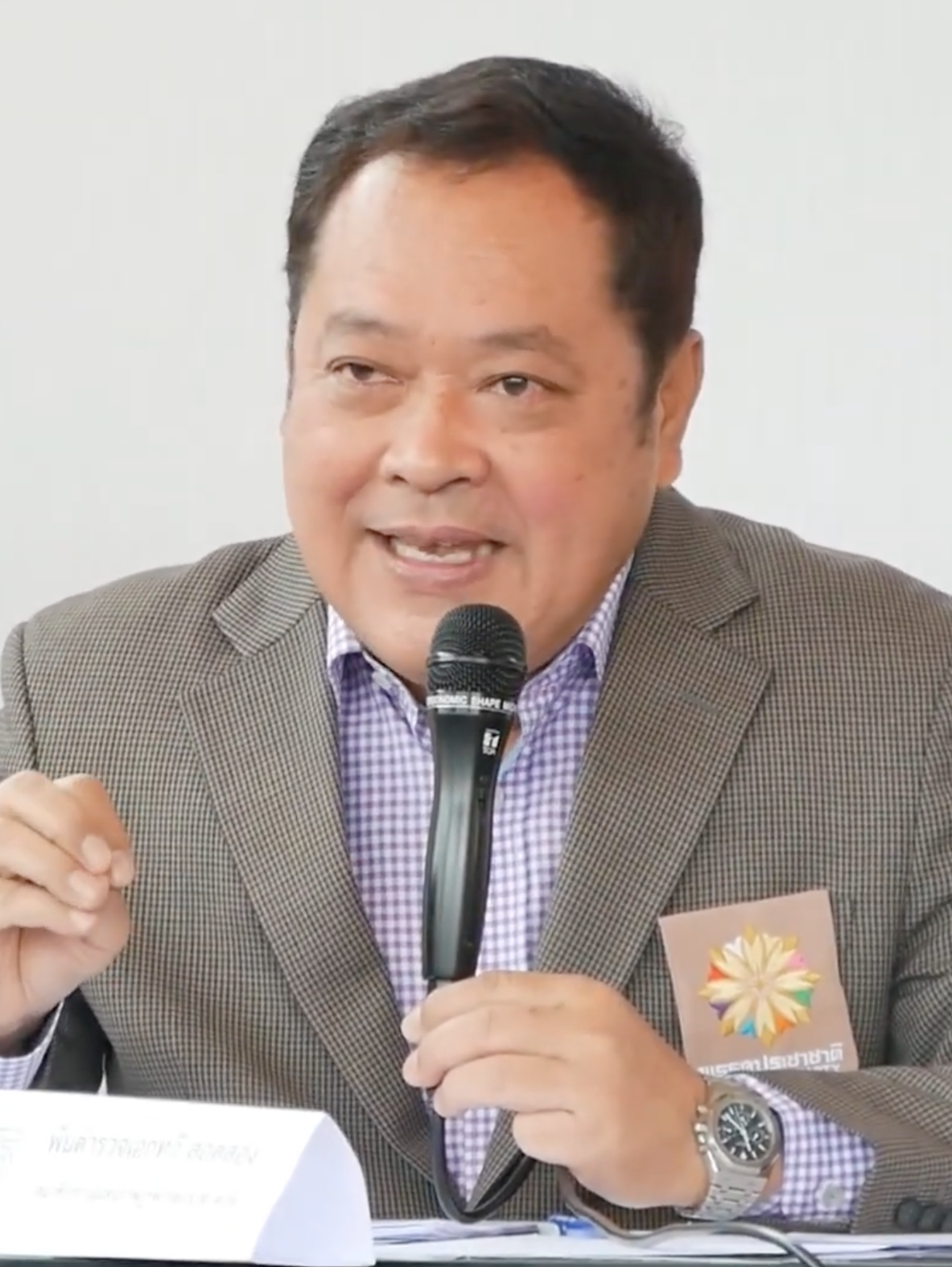
Thawee Sodsong Ministre de la Justice (PCC)
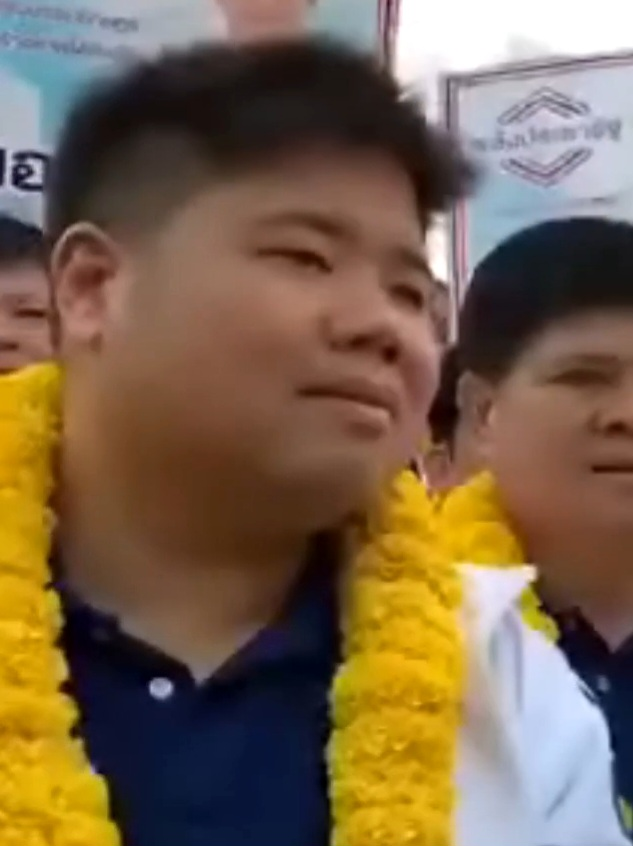
Pongkawin Juangroongruangkit Ministre du Travail (PT)
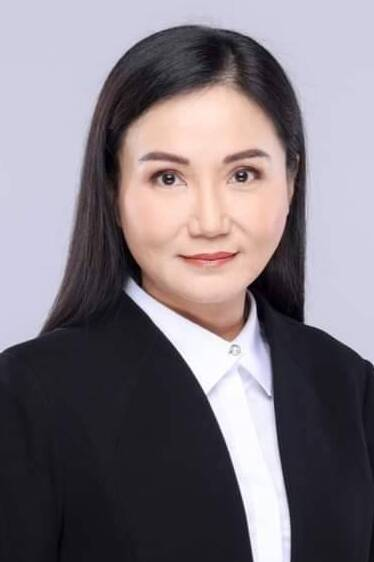
Narumon Pinyosinwat Ministre de l'Éducation (KT)
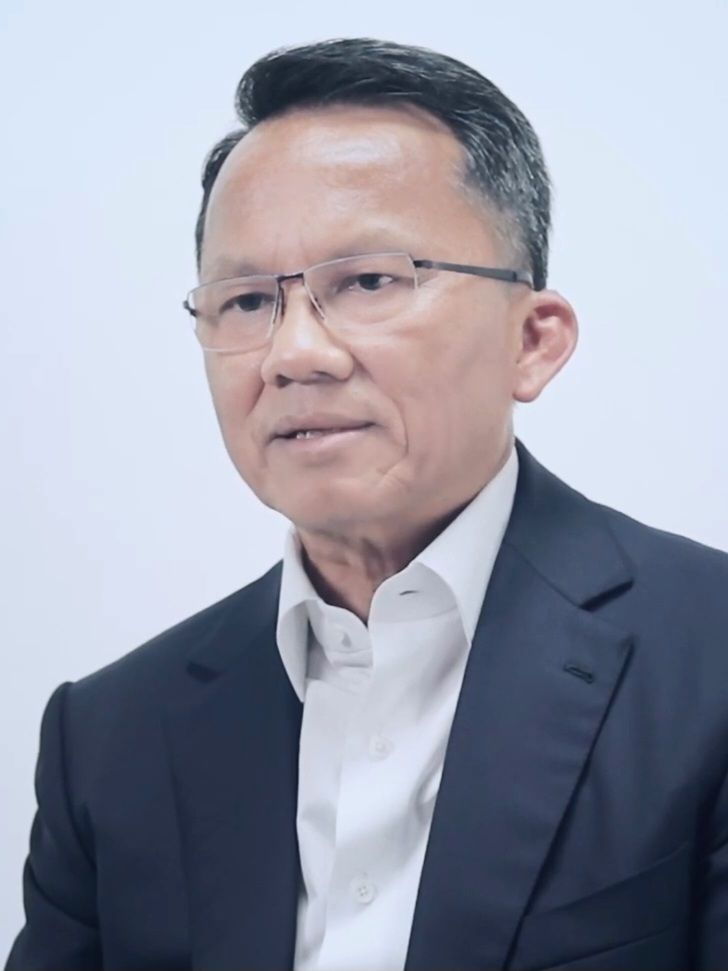
Somsak Thepsuthin Ministre de la Santé publique (PT)
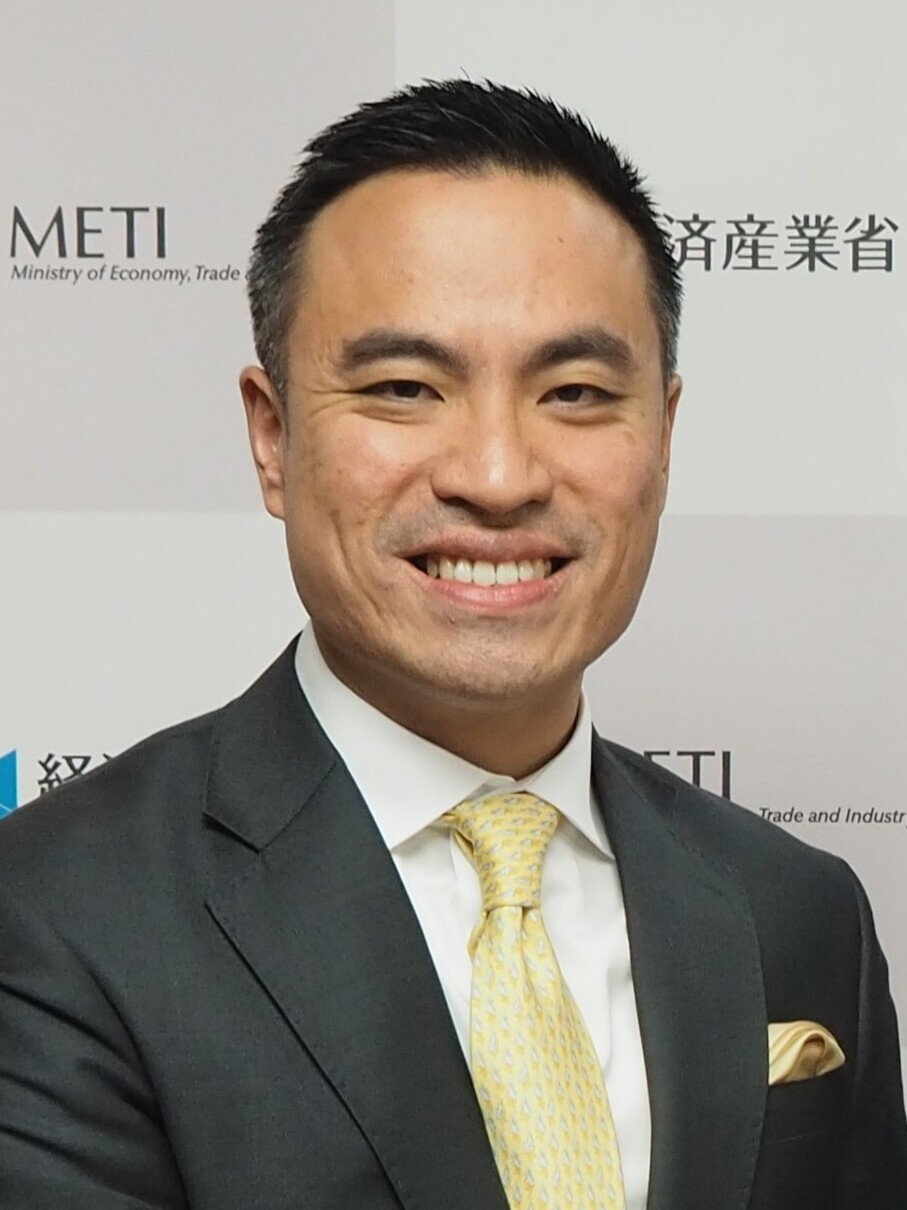
Ekanat Promphan Ministre de l'Industrie (NTU)

| Fonction                                                                                | Nom | Nom                       | Parti |
| --------------------------------------------------------------------------------------- | --- | ------------------------- | ----- |
| Ministre auprès du Cabinet du Premier ministre                                          |     | Chusak Sirinil            | PT    |
| Ministre auprès du Cabinet du Premier ministre                                          |     | Jiraporn Sinthuprai       | PT    |
| Ministre des Affaires étrangères                                                        |     | Maris Saengiamphong       | PT    |
| Ministre du Tourisme et des Sports                                                      |     | Sorawong Thianthong       | PT    |
| Ministre du Développement social et de la Sécurité humaine                              |     | Varawut Silpa-archa       | DNT   |
| Ministre de l'Enseignement supérieur, de la Science, de la Recherche et de l'Innovation |     | Supamas Issaraphakdee     | FT    |
| Ministre de l'Agriculture et des Coopératives                                           |     | Narumon Pinyosinwat       | KT    |
| Ministre des Ressources naturelles et de l'Environnement                                |     | Chalermchai Sriorn        | DEM   |
| Ministre du Commerce                                                                    |     | Pichai Naripthaphan       | PT    |
| Ministre de la Justice                                                                  |     | Thawee Sodsong            | PCC   |
| Ministre du Travail                                                                     |     | Pipat Ratchakitprakarn    | FT    |
| Ministre de la Culture                                                                  |     | Sudawan Wangsuphakitkoson | PT    |
| Ministre de l'Éducation                                                                 |     | Permpoon Chidchob         | FT    |
| Ministre de la Santé publique                                                           |     | Somsak Thepsuthin         | PT    |
| Ministre de l'Industrie                                                                 |     | Ekanat Promphan           | NTU   |

### Vice-ministres

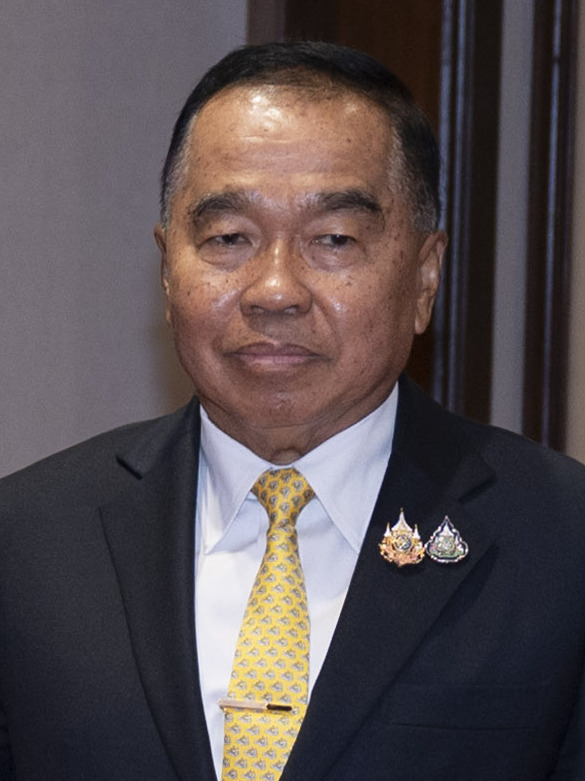
Natthaphon Nakphanit Vice-ministre de la Défense (NTU)
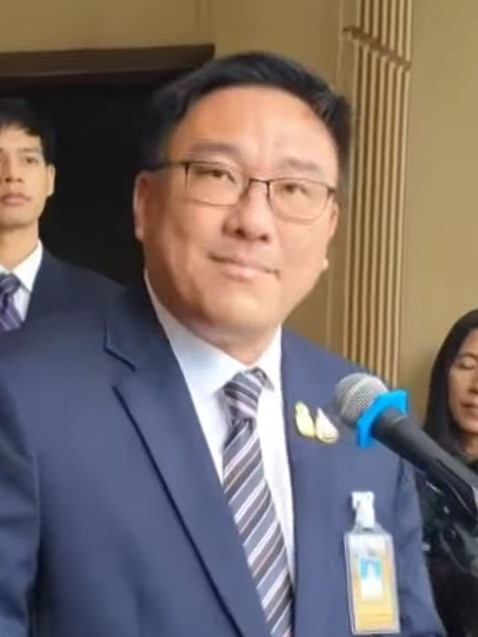
Natthaphon Nakphanit Vice-ministre des Finances (PT)
Paophum Rojanasakul Vice-ministre des Finances (PT)
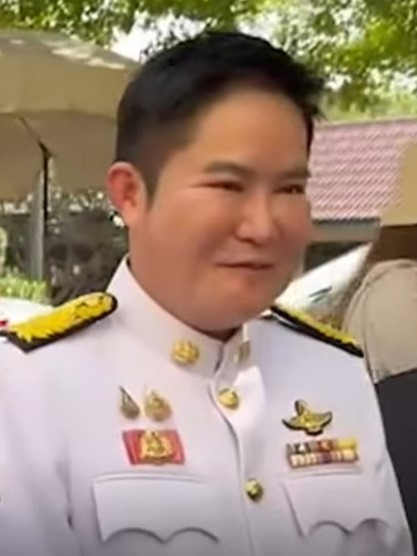
Akara Phromphao Vice-ministre de l'Agriculture et des Coopératives (KT)
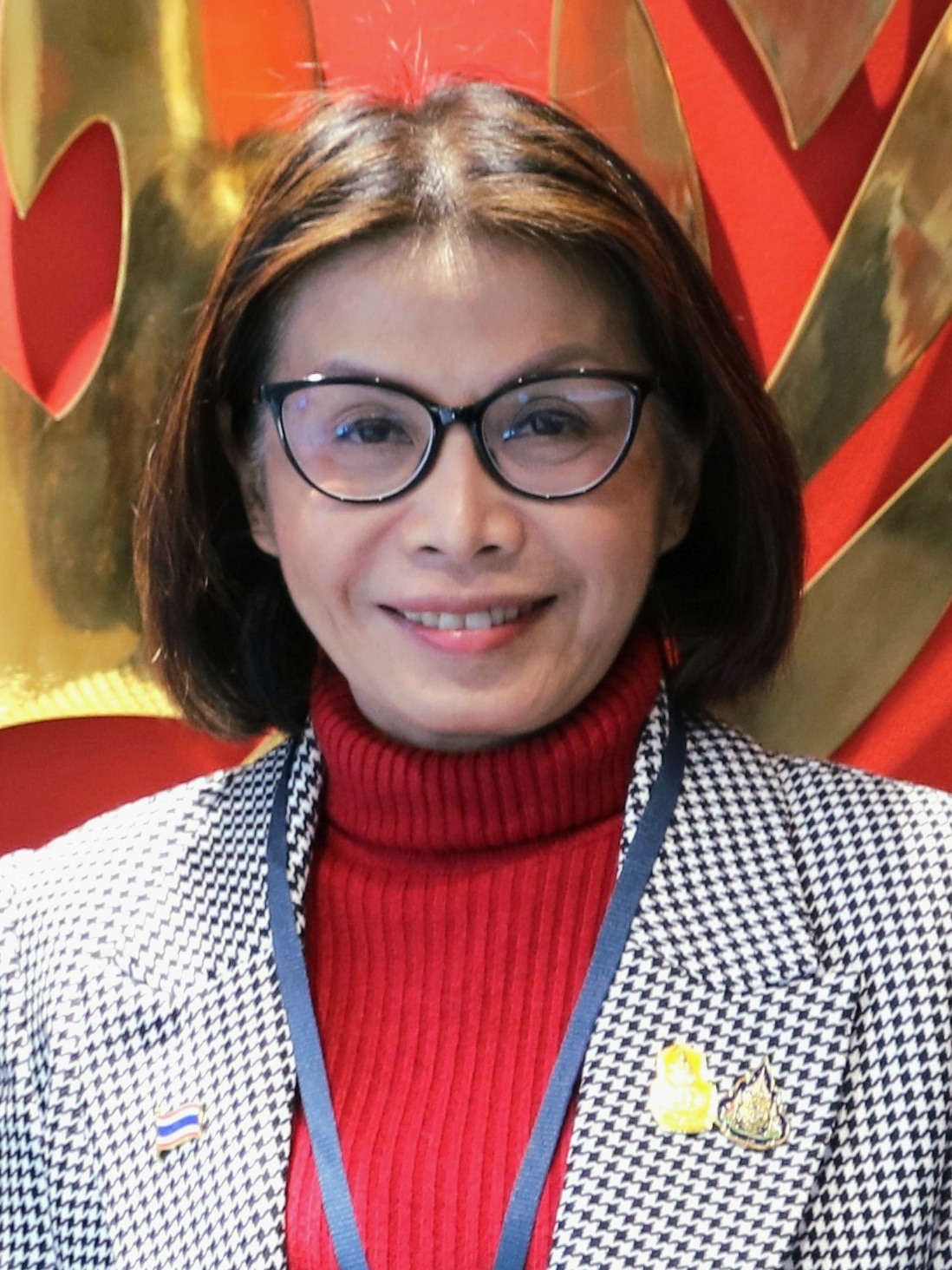
Monporn Charoensri Vice-ministre des Transports (PT)
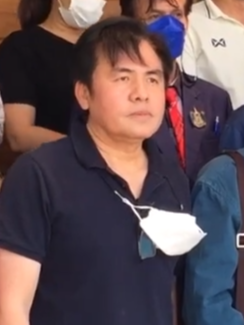
Suraphong Piyachote Vice-ministre des Transports (PT)
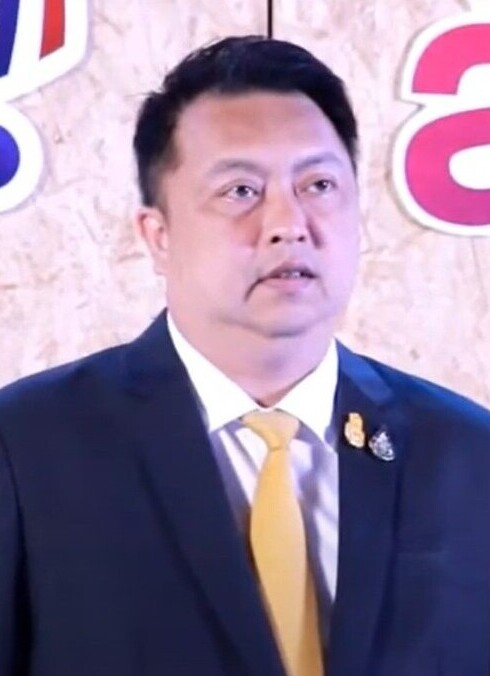
Suchart Chomklin Vice-ministre du Commerce (NTU)
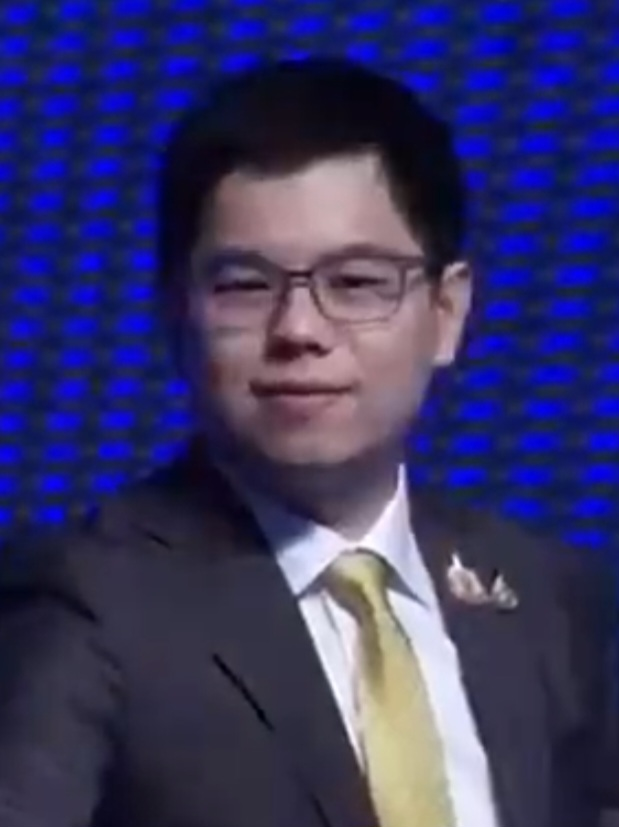
Chantawit Thanthasit Vice-ministre du Commerce (SE)
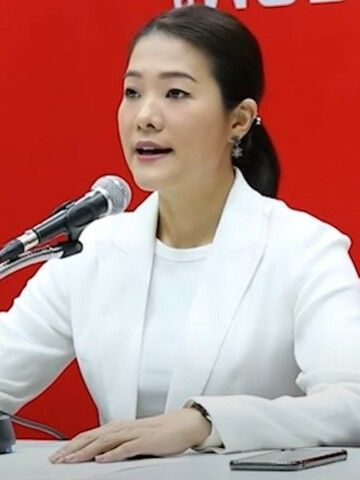
Teerarat Samretwanich Vice-ministre de l'Intérieur (PT)
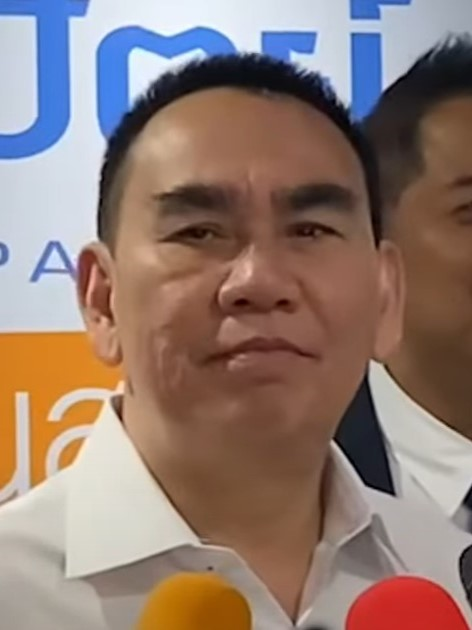
Det-Is Khaothong Vice-ministre de l'Intérieur (DEM)
Linthiporn Warinwatcharoj Vice-ministre de l'Éducation (PT)
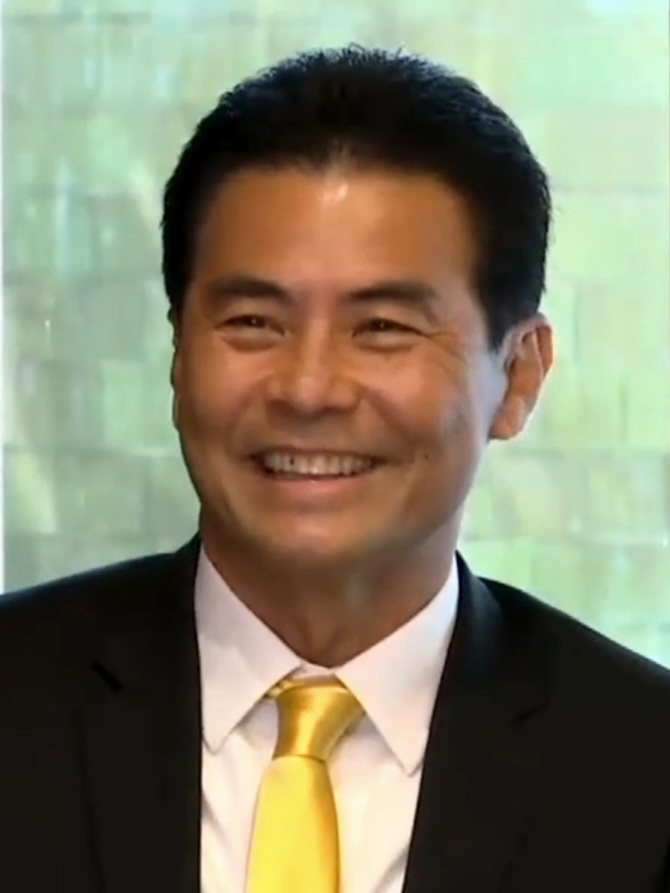
Tewan Liptapallop Vice-ministre de l'Éducation (DN)
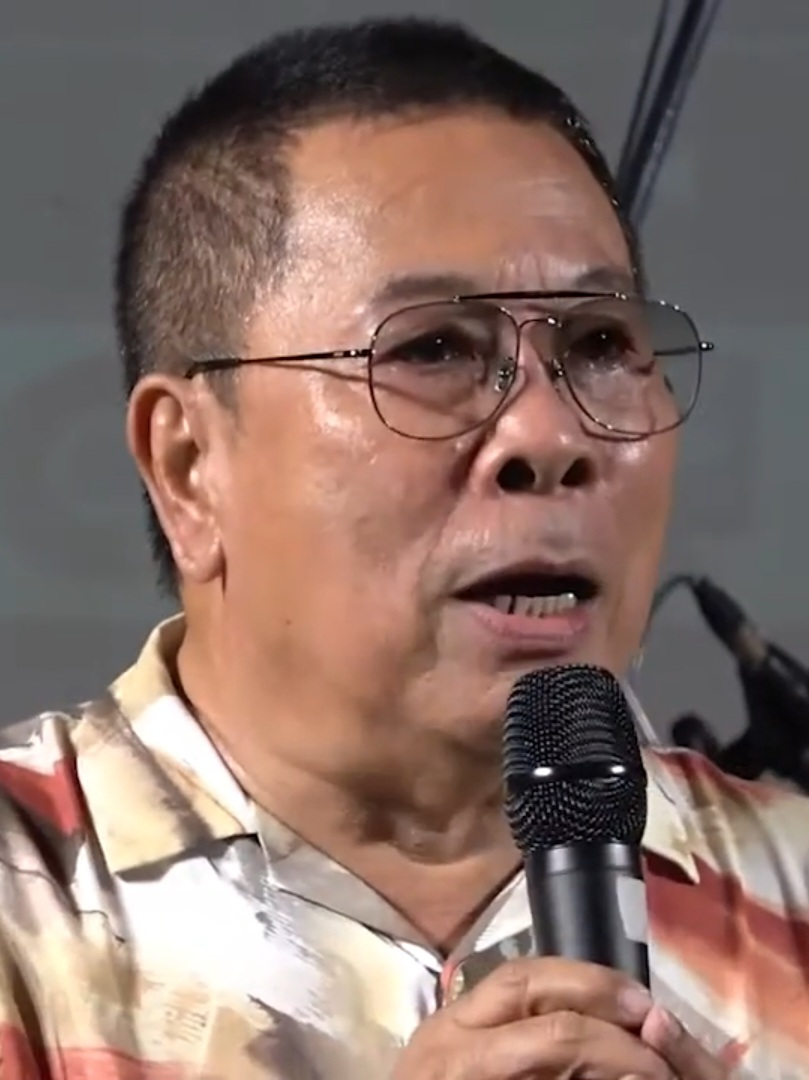
Anucha Sasomsap Vice-ministre de la Santé publique (DNT)
Chaichana Dejdecho Vice-ministre de la Santé publique (DEM)

| Fonction      | Ministère                   | Nom | Nom                        | Parti |
| ------------- | --------------------------- | --- | -------------------------- | ----- |
| Vice-ministre | Défense                     |     | Natthaphon Nakphanit       | SE    |
| Vice-ministre | Finances                    |     | Chunlaphan Amornwiwat      | PT    |
| Vice-ministre | Finances                    |     | Paophum Rojanasakul        | PT    |
| Vice-ministre | Agriculture et Coopératives |     | Itthi Sirilatthayakorn     | PP    |
| Vice-ministre | Agriculture et Coopératives |     | Akara Phromphao            | PP    |
| Vice-ministre | Transports                  |     | Monporn Charoensri         | PT    |
| Vice-ministre | Transports                  |     | Suraphong Piyachote        | PT    |
| Vice-ministre | Commerce                    |     | Naphinthorn Srisangphan    | FT    |
| Vice-ministre | Commerce                    |     | Suchart Chomklin           | NTU   |
| Vice-ministre | Intérieur                   |     | Songsak Thongsri           | FT    |
| Vice-ministre | Intérieur                   |     | Sabida Thaiset             | FT    |
| Vice-ministre | Intérieur                   |     | Teerarat Samretwanich      | PT    |
| Vice-ministre | Éducation                   |     | Surasak Phancharoenvorakul | FT    |
| Vice-ministre | Santé publique              |     | Det-Is Khaothong           | DEM   |

### Autres membres du gouvernement
- Porte-parole du Cabinet du Premier ministre : Jirayu Huangsap
  - Porte-paroles adjoints :
    - Karom Phonlapornklang[24]
    - Sasikarn Wattanachan
    - Anukun Phurksanusak
- Secrétaire du Premier ministre : Prommin Lertsuriyadej[25]
- Secrétaire du Cabinet : Natcharee Anantasin

## Évolution de la composition

### Démissions du19 juin 2025
Alors que des désaccords font surface entre la FT et le PT au sujet de l'attribution du ministère de l'Intérieur pour un prochain remaniement,,, une conversation téléphonique entre la Première ministre et l'ancien Premier ministre cambodgien Hun Sen (d'abord fuité sur les réseaux sociaux le 18 juin 2025, puis reconnu par ce dernier), plus personnelle que diplomatique, achève de créer une nouvelle crise politique au sein du pays, déjà au sein d'une période d'une nouvelle crise frontalière avec le Cambodge,,. 
À la suite de la révélation, tous les membres de la FT se retirent du gouvernement et remettent leurs démissions le jour même, mais effective le jour suivant. Le parti se repositionne alors dans l'opposition. Par la même occasion, le second vice-président de la Chambre des représentants, lui aussi membre de la FT, démissionne.

### Remaniement du30 juin 2025
Le 30 juin 2025, à la suite du retrait de la FT du gouvernement, mais toujours en pleine crise politique, le gouvernement est largement remanié,, :
- Phumitham Wechayachai, vice-Premier ministre et ministre de la Défense, garde son poste de vice-Premier ministre mais récupère celui de ministre de l'Intérieur ;
- Sudawan Wangsuphakitkoson, ministre de la Culture, est nommée ministre de l'Enseignement supérieur, des Sciences, de la Recherche et de l'Innovation ;
- Narumon Pinyosinwat, ministre de l'Agriculture et des Coopératives, est nommée ministre de l'Éducation ;
- Det-Is Khaothong, vice-ministre de la Santé publique, est nommé vice-ministre de l'Intérieur.

En complément, de nouvelles personnalités rentrent au gouvernement :
- Suchart Tancharoen, nommé ministre auprès du Cabinet du Premier ministre ;
- Atthakorn Sirilathayakorn, nommé ministre de l'Agriculture et des Coopératives en remplacement de Narumon Pinyosinwat ;
- Chatuporn Buruspat, nommé ministre du Commerce ;
- Chantawit Thanthasit, nommé vice-ministre du Commerce ;
- Pongkawin Juangroongruangkit, nommé ministre du Travail ;
- Linthiporn Warinwatcharoj et Tewan Liptapallop, nommés vice-ministres de l'Éducation ;
- Anucha Sasomsap et Chaichana Dejdecho, nommés vice-ministres de la Santé publique.

Enfin, Paethongtarn Shinawatra, bien que suspendue de ses fonctions de Première ministre par la Cour constitutionnelle le jour suivant,,, récupère le poste de ministre de la Culture précédemment occupée par Sudawan Wangsuphakitkoson.

## Galerie du gouvernement

### Première ministre
- Paethongtarn Shinawatra
Première ministre[N 1]
Ministre de la Culture
(PT)

### Vice-Premiers ministres
- Phumitham Wechayachai
Vice-Premier ministre
Ministre de l'Intérieur
(PT)
- Suriya Juangroongruangkit
Vice-Premier ministre
Ministre des Transports
(PT)
- Phiraphan Salirathawiphak
Vice-Premier ministre
Ministre de l'Énergie
(NTU)
- Pichai Chunhavajira
Vice-Premier ministre
Ministre des Finances
(PT)
- Prasert Chanthararuangthong
Vice-Premier ministre
Ministre de l'Économie et de la Société numériques
(PT)

### Ministres
- Chusak Sirinil
Ministre auprès du Cabinet du Premier ministre
(PT)
- Jiraporn Sinthuprai
Ministre auprès du Cabinet du Premier ministre
(PT)
- Suchart Tancharoen
Ministre auprès du Cabinet du Premier ministre
(PT)
- Maris Saengiamphong
Ministre des Affaires étrangères
(PT)
- Sorawong Thianthong
Ministre du Tourisme et des Sports
(PT)
- Varawut Silpa-archa
Ministre du Développement social et de la Sécurité humaine
(DNT)
- Sudawan Wangsuphakitkoson
Ministre de l'Enseignement supérieur, des Sciences, de la Recherche et de l'Innovation
(PT)
- Atthakorn Sirilathayakorn
Ministre de l'Agriculture et des Coopératives
(KT)
- Chalermchai Sriorn
Ministre des Ressources naturelles et de l'Environnement
(DEM)
- Chatuporn Buruspat
Ministre du Commerce
(SE)
- Thawee Sodsong
Ministre de la Justice
(PCC)
- Pongkawin Juangroongruangkit
Ministre du Travail
(PT)
- Narumon Pinyosinwat
Ministre de l'Éducation
(KT)
- Somsak Thepsuthin
Ministre de la Santé publique
(PT)
- Ekanat Promphan
Ministre de l'Industrie
(NTU)

### Vice-ministres
- Natthaphon Nakphanit
Vice-ministre de la Défense[N 4]
(NTU)
- Natthaphon Nakphanit
Vice-ministre des Finances
(PT)
- Paophum Rojanasakul
Vice-ministre des Finances
(PT)
- Akara Phromphao
Vice-ministre de l'Agriculture et des Coopératives
(KT)
- Monporn Charoensri
Vice-ministre des Transports
(PT)
- Suraphong Piyachote
Vice-ministre des Transports
(PT)
- Suchart Chomklin
Vice-ministre du Commerce
(NTU)
- Chantawit Thanthasit
Vice-ministre du Commerce
(SE[N 5])
- Teerarat Samretwanich
Vice-ministre de l'Intérieur
(PT)
- Det-Is Khaothong
Vice-ministre de l'Intérieur
(DEM)
- Linthiporn Warinwatcharoj
Vice-ministre de l'Éducation
(PT)
- Tewan Liptapallop
Vice-ministre de l'Éducation
(DN)
- Anucha Sasomsap
Vice-ministre de la Santé publique
(DNT)
- Chaichana Dejdecho
Vice-ministre de la Santé publique
(DEM)

### Autres membres

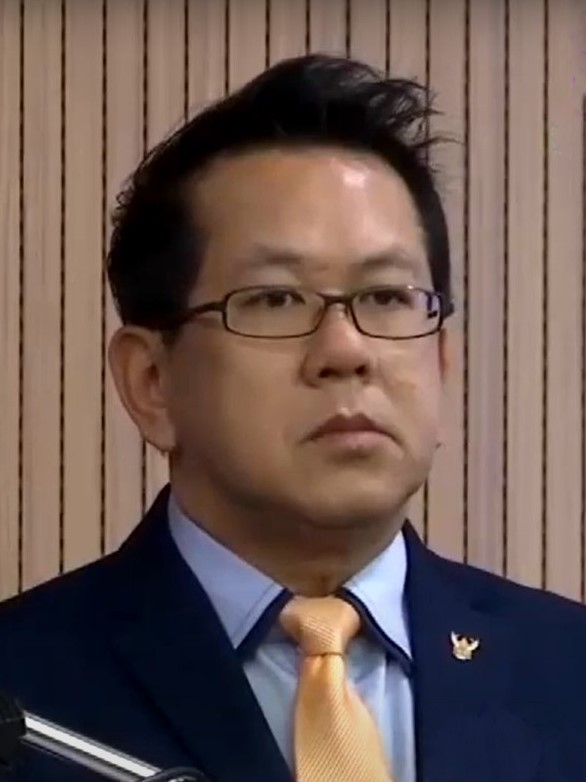
Jirayu Huangsap Porte-parole du Cabinet du Premier ministre (PT)
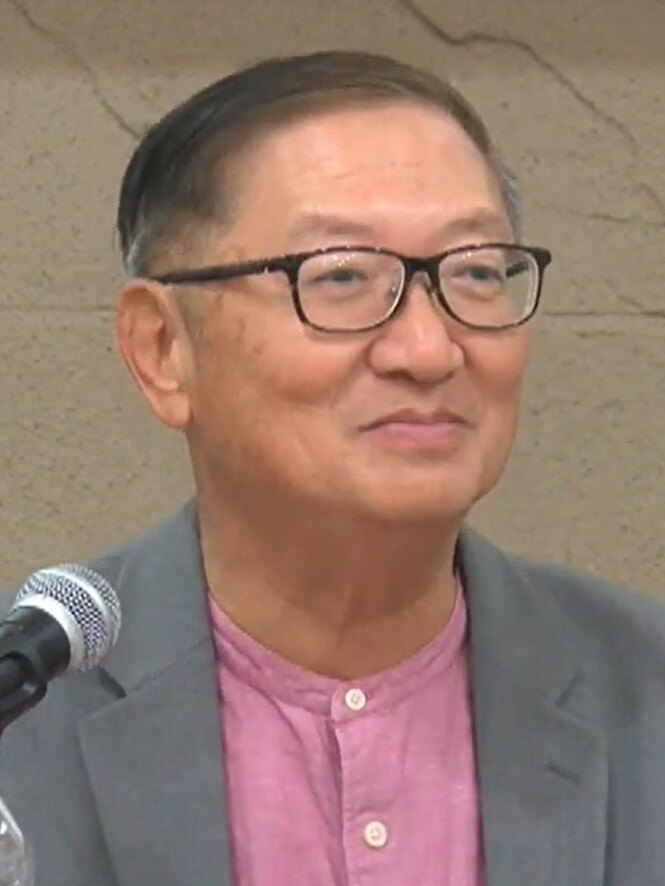
Prommin Lertsuriyadej Secrétaire du Premier ministre (PT)